# Poecilocloeus prasinatus
Poecilocloeus prasinatus är en insektsart som beskrevs av Marius Descamps 1980. Poecilocloeus prasinatus ingår i släktet Poecilocloeus och familjen gräshoppor. Inga underarter finns listade i Catalogue of Life.